# كريس غارلاند
كريس غارلاند (بالإنجليزية: Chris Garland)‏ (24 أبريل 1949 ببرستل في المملكة المتحدة - 13 يوليو 2023
) هو مدرب كرة قدم ولاعب كرة قدم بريطاني في مركز الهجوم. شارك مع منتخب إنجلترا تحت 21 سنة لكرة القدم. أما مع النوادي، فقد لعب مع تشيلسي وليستر سيتي ونادي بريستول سيتي ونادي فيستيروس ‏ ونادي غلوستر سيتي.

## وصلات خارجية
- كريس غارلاند على موقع قاعدة بيانات كرة القدم.إي يو (الإنجليزية)